# Niffer
Niffer is een gemeente in het Franse departement Haut-Rhin in de regio Grand Est en telt 657 inwoners (1999).
De gemeente maakt deel uit van het arrondissement Mulhouse en sinds 22 maart 2015, toen het kanton Illzach waar Niffer deel van uitmaakte werd opgeheven, van het kanton Rixheim.

## Geografie
De oppervlakte van Niffer bedraagt 8,8 km², de bevolkingsdichtheid is 74,7 inwoners per km².
De onderstaande kaart toont de ligging van Niffer met de belangrijkste infrastructuur en aangrenzende gemeenten.

## Demografie
Onderstaande figuur toont het verloop van het inwonertal (bron: INSEE-tellingen).